# Otto Bubeníček
Otto Bubeníček (* 7. Oktober 1974 in Lubin) ist ein tschechischer Balletttänzer, Komponist und Bühnenbildner.
Otto Bubeníček kommt aus einer Artistenfamilie. Er wurde in Polen geboren, ist aber Tscheche. Seine Ausbildung erhielt er am Konservatorium für Tanz und Musik in Prag. Der Tänzer kam 1993 zu John Neumeiers Hamburg Ballett, wo er 1997 zum Ersten Solisten befördert wurde.
Gemeinsam mit seinem Zwillingsbruder Jiří gründete er Les Ballets Bubeníček.